# Stazione di Pontecagnano
La stazione di Pontecagnano sorge nel comune di Pontecagnano Faiano. È situata lungo la ferrovia Napoli-Battipaglia.

## Strutture e impianti
I binari in uso sono quattro, di cui due per il servizio viaggiatori e il terzo per precedenze di treni passeggeri e merci; il quarto dal 2014 viene usato per le manovre e l'ingresso nel raccordo AutoMar, azienda di trasporto e stoccaggio autoveicoli.

## Servizi
- Bar
- Biglietteria automatica
- Sala d'attesa
- Servizi igienici
- Sottopassaggio
- Ufficio del Dirigente Movimento